# ميشيلا فون هابسبيرغ
ميشيلا فون هابسبيرغ (بالألمانية: Michaela von Habsburg)‏ هي أرستقراطية نمساوية، ولدت في 13 سبتمبر 1954 في فورتسبورغ في ألمانيا.